# Ligue de protection de la révolution
La Ligue de protection de la révolution (LPR) ou Ligue nationale de protection de la révolution (LNPR), parfois utilisé au pluriel, est un mouvement politique tunisien, créé en mai 2012, à la suite de la révolution de 2011.
D'après son président et fondateur, Mohamed Maalej, elle a pour objectif de préserver « les acquis de la révolution » et de « renforcer l'identité arabo-musulmane » de la Tunisie. Ses membres ciblent particulièrement un parti, Nidaa Tounes, qu'ils estiment être constitué d'anciens du régime de Zine el-Abidine Ben Ali.
Soutenue par deux partis de la coalition au pouvoir, le Congrès pour la République et Ennahdha, elle est particulièrement proche de ce dernier, ainsi que des salafistes,,.
Plusieurs actions violentes de ses membres sont médiatisées :
- Le 18 octobre 2012, Lotfi Nagdh, représentant de Nidaa Tounes à Tataouine, est assassiné durant l'attaque de la LPR sur un meeting[5]. Le tribunal de première instance de Sousse prononce un non-lieu pour le principal accusé du meurtre dans l’affaire, Saïd Chebli, le 14 novembre 2016[6].
- Le 4 décembre 2012, plusieurs d'entre eux violentent des syndicalistes de l'Union générale tunisienne du travail à Tunis[7].
- Le 22 décembre 2012, plusieurs d'entre eux attaquent un meeting de Nidaa Tounes à Djerba[2].
- Le 25 février 2013, quatre complices du meurtrier de Chokri Belaïd sont arrêtés dont deux membres présumés de la LPR[8].

Alors que de nombreux partis et organisations appellent à sa dissolution, Maalej démissionne le 16 février 2013 dans l'optique de fonder un parti politique.
Le 26 mai 2014, le tribunal de première instance de Tunis prononce la dissolution de la LPR, de toutes ses sections sur le territoire et la liquidation de ses biens et avoirs.